# Ichthyococcus parini
Ichthyococcus parini es una especie de pez del género Ichthyococcus.

## Descripción
La especie cuenta con 12-13 radios blandos dorsales, 14-16 radios blandos anales, ausencia de espinas dorsales y anales. La forma del cuerpo es fusiforme. Mide aproximadamente 4,9 cm de longitud (19,29 pulgadas). Cuenta además con una fila irregular de fotóforos, 37-39 escamas en la línea lateral y 21-23 branquiespinas.

## Distribución y hábitat
Se distribuye por la parte del océano Índico, en el sur del mar Arábigo, también en el golfo de Bengala donde se han encontrado ejemplares en un rango de profundidad de 287–506 m. También se encuentra en aguas de Sri Lanka y en la India. Reportado además desde el oeste de las Maldivas en las coordenadas 5.13°N, 69.05°E, a una profundidad de 506 m. Especie marina batipelágica cuyo rango de profundidad es 0-985 m.